# Генко рат
Генко рат (1331-1333) био је сукоб између шогуната Камакура, којим су командовали регенти из клана Хоџо, и присталица цара Го-Даиго-а, који је устао против превласти шогуната и војне аристократије над царским двором која је успостављена након оснивања шогуната Камакура (1185-1333). Рат је завршен царском победом и краткотрајном рестаурацијом царске власти, познатом као Кенму обнова (1333-1336).

## Позадина
Цар Го-Даиго, који је започео своју владавину 1318, био је одлучан да поврати моћ коју је престо изгубио у корист високог дворског племства (кугјо) и Камакура бакуфу-а. 1321. Го-Даиго је укинуо систем власти у којем су политичку контролу вршили пензионисани цар (инсеи) и намесништво Фуџивара (секан). Уместо тога, он је предложио да се директно ангажује у државним пословима. Као први корак у овом правцу оживео је функцију земљишног пописа (кирокушо), први пут успостављене 1069. године да би надгледале документацију о земљишним поседима и регулисале незаконито стицање земље од стране племићких кућа и верских установа у настојању да спрече избегавање плаћања пореза локалним службеницима које је одредио двор. Како би постао и војнички независан од шогуната Камакура, цар се зближио са монасима-ратницима будистичких храмова са планине Хиеи у Кјоту, и провинцијским племићима незадовољним владавином клана Хоџо.

## Рат
Го-Даигоове завере против Хоџоа привукле су пажњу бакуфуа, а 1331. прогнан је на удаљено острво Оки. Али Го-Даиго покренуо је више од приватно мотивисаног напада на бакуфу којима је доминирао Хоџо. Када је 1333. успео да побегне из Окија, он је нашао се у центру широког покрета отпора против Хоџоа. Међу многим провинцијским војсковођама који су стали на његову страну били су Ашикага Такауџи и Нита Јошисада.
У зиму 1333. године, на вести о Го-Даиговом повратку на копно, Ашикага Такауџи је послат из Камакуре на челу велике војске да заштити штаб Хоџо-а у Рокухари у Кјоту. Већ је намеравао да промени страну ако му се пружи прилика. По доласку у провинцију Оми добио је писмено наређење од Го-Даига, које је легализовало његов прелазак цару. Мимоишавши Кјото, Такауџи је марширао директно до Тамбе, матичне провинције својих рођака, клана Уесуги. Тамо је у четвртом месецу 1333. Такауџи у име цара и клана Минамото подигао устанак против регента Хоџо и позвао присталице. Одмах су му се придружиле ратничке дружине из свих крајева земље. Како Таихеики приповеда, његова војска од двадесет хиљада у Тамби нарасла је на педесет хиљада до тренутка када је Такауџи био на капији Кјота. У Харими, вођа водеће локалне ратничке породице, Акаматсу, (која је касније добила титулу шуго Хариме) је био један од првих који се придружио Такауџију. Заједно са њим је дошла и група локалних самурајских породица из суседних провинције Бизен и Битчу, међу њима и Мацуда, који су касније постали шуго-и западног Бизена. Уследиле су спорадичне, али жестоке борбе, али Такауџи је без много тешкоћа оборио власт Хоџо-а у Кјоту и у заузео град за цара. Готово у исто време, Нита Јошисада је предводио цареве снаге на истоку и опсео Камакуру, где је клан Хоџо потпуно уништен. Тако су двојица војсковођа били предодређени да постану ривали у Годаиговој служби.

## Последице
Го-Даиго се вратио у престоницу са намером да се влада као истинити монарх. У ту сврху активирао је канцеларију за попис земљишта и основао комисију за награде. Преко ових и других органа власти почео је да поставља своје присталице на централне и покрајинске функције и да дели титуле земљопоседницима. Готово одмах се сукобио са Такауџијем. Иако су се борили да униште диктатуру Хоџо-а и да врате цара Го-Даигоа на престо, ни Такауџи ни његови следбеници нису били спремни да се сложе са царевим планом да створе владу усредсређену на престо у којој би војсковође били подређени дворским аристократима и цивилним властима. Го-Даиго је поштено наградио Такауџија. Одређен као „први који ће бити награђен“, добио је висок дворски чин и бројне земљопоседе, постављен је за цивилног гувернера две провинције и шуго-а у још једној. Такауџи је, међутим, већ пре тога поднео петицију за положај шогуна, позицију која би му дале власт за успостављање новог бакуфу-а. Иако је Го-Даиго дао Такауџију високе војне титуле (генерал северне команде и генерал источне команде), он је за живота одбио да удовољи Такауџијевом захтеву. Уместо тога, поставио је за шогуне своје синове, принчеве Моринагу и Норинагу, дајући тако форму политичком систему у коме би цивилна власт надмашила или заменила војну.службу. Тако је нови грађански рат, између цара и новог шогуна, почео већ 1336.